# 빙과
빙과(氷菓, 영어: ices desserts, frozen desserts) 또는 얼음 과자는 액체, 반고체, 때로는 고체를 얼려 만든 냉동 후식이다. 맛을 낸 물(빙수, 막대 아이스크림, 소르베, 스노우콘)을 기반으로 하거나, 과일 퓌레(소르베 등), 젖과 크림 (음식)(대부분의 아이스크림, 선디, 셔벗), 커스터드(프로즌 커스터드 및 일부 아이스크림), 무스 (음식)(세미프레도) 등을 기반으로 한다. 남아시아 및 기타 국가에서는 아이스크림으로 판매되기도 한다.

## 역사
빙과의 기원은 불분명하며, 그 역사에 대한 여러 설이 존재한다. 일부 자료에 따르면 아이스크림과 유사한 음식은 기원전 550년 페르시아에서 시작되었다. 빙실과 얼음 웅덩이를 사용하여 페르시아인들은 일 년 내내 팔루데와 소르베를 제공하고 생산할 수 있었다.
얼음과 눈 (날씨)은 많은 고대 요리에서 귀한 재료였다. 중국인, 그리스인, 로마인들은 얼음이나 눈을 모으고 저장하며 사용했다. 얼음과 눈은 채취하고 오랜 시간 보관하기 어렵기 때문에 귀한 것으로 여겨졌다. 기원전 500년경, 그리스에서는 눈을 사용하여 음료를 식혔다. 2세기에는 이란인들이 밤에 사막에서 물을 얼려 만든 얼음으로 달콤하게 식힌 음료 레시피를 기록했다. 히포크라테스( 460 – c. 370 BCc.)는 차가운 음료가 "위장 장애"를 일으킨다고 비판한 것으로 알려져 있다. 산기슭에서 채취한 눈은 비위생적이었고, 얼린 음료는 경련, 산통 및 다른 여러 질병을 유발한다고 믿어졌다. 루키우스 안나이우스 세네카는 냉장 시설이 없던 시대에 얼린 후식과 관련된 엄청난 비용을 비판했다.
눈으로 식힌 단 음식 레시피는 1세기 로마 요리책에 포함되어 있다.  50 ADc., 로마 황제 네로는 노예들에게 아펜니노산맥에서 얼음을 모아 꿀과 와인을 섞은 최초의 소르베를 만들도록 지시했다.
다른 기록에 따르면 아이스크림은 몽골 제국에서 시작되어 확장 중에 처음으로 중화인민공화국에 전파되었다. 당나라 (618–907 AD) 기록에는 밀가루, 장뇌 및 물소 젖으로 만든 차가운 후식이 묘사되어 있다. 13세기, 고비 사막을 횡단하던 몽골 기병들은 "동물 내장으로 만든 용기에 크림을 담아갔다"고 전해진다. 영하의 온도와 말을 타는 동안의 지속적인 흔들림이 아이스크림을 만들었을 것이라는 설이 있다. 이 전설이 출판되었음에도 불구하고, 이 주장을 뒷받침하는 서면 증거는 없다.
1296년, 마르코 폴로는 중국의 발명품에 대해 들었다고 전해지며, 소르베 스타일의 후식을 이탈리아에 소개한 공로를 인정받고 있다. 그러나 그의 저서에는 언급되지 않았다.
또 다른 기원 신화에 따르면 1533년, 14세의 카트린 드 메디시스는 그 해에 오를레앙 공작(앙리 2세)과 결혼하면서 이탈리아 요리사를 프랑스로 데려와 맛을 낸 소르베 얼음을 소개했다. 또 다른 신화에서는 찰스 1세가 "얼어붙은 눈"에 너무 감탄하여 자신의 아이스크림 제조공에게 그 비법을 비밀로 유지하는 대가로 평생 연금을 주어 아이스크림이 왕실 특권이 되도록 했다고 한다. 이 두 전설을 뒷받침할 증거는 없다고 음식 역사가 W. S. 스탈링스 주니어는 "이 이야기는... 기록되지 않았으며, 19세기에 처음 인쇄물로 등장한다. 잉글랜드에서 아이스크림에 대한 기록은 찰스 2세가 프랑스 망명에서 돌아온 후에 시작된다"고 말한다.

## 변형
캐나다 및 다른 지역에서는 이 용어가 아이스크림의 법적 정의를 충족하지 못하는 아이스크림 모조품(예: 멜로린)에 자주 사용된다.
인도에서는 힌두스탄 유니레버와 같은 일부 회사 브랜드가 순수한 젖 대신 식물성 기름으로 만든 빙과를 판매한다. 인도 규정에 따르면 유고형분으로 만들었지만 비유제품 지방을 포함하는 아이스크림은 빙과로 분류되어 표기된다.
싱가포르의 호커 센터에서는 산처럼 쌓은 얼음빙수에 굴라 말라카, 코코넛 크림 또는 다양한 시럽을 뿌린 아이스 카창을 판매한다. 팥소, 크림드 콘, 아탑 치, 첸돌, 선초 젤리가 토핑으로 올라간다. 이 요리는 두리안, 망고와 같은 과일과 마일로와 같은 토핑을 포함하도록 발전했다.

## 같이 보기
- 빙과 브랜드 목록
- 음식 포털